# ثريا منوتشهري
ثريا منوتشهري (بالفارسية: ثریا منوچهری): سيدة إيرانية حكم عليها بالرجم عام 1986، في قرية «كوه بايه» التابعة لمحافظة كرمان، أم لأربعة أطفال، ولدان وبنتان. مأساة قديمة انتظر العالم ما يقرب من عشر سنوات حتى يعلم قصتها من كتاب الصحفي الفرنسي الإيراني الأصل فريدون صاحب جم، الذي أصدره عام 1994م تحت عنوان «رجم ثريا»، والذي يحكي فيه قصة ثريا بعد أن سمعها مصادفة من خالتها (زُهره). وبعد أربعة عشر عاماً جُسدت تلك المأساة فيلماً يحمل نفس العنوان في أواخر عام 2008م، إنتاج وإخراج أمريكي.  